# Carl Bauer (Verwaltungsjurist)
Carl Bauer (* 29. November 1876 in Heilbronn; † 9. Oktober 1947 in Riedlingen)  war ein deutscher Verwaltungsjurist.

## Leben
Bauer studierte in Tübingen und Berlin Rechtswissenschaften. In Tübingen wurde er Mitglied der Landsmannschaft Schottland. Hernach war er zunächst als Rechtsanwalt und ab August 1909 als Staatsanwalt in Ravensburg tätig. 1913 wurde er Oberregierungs-Assessor im Evangelischen Oberschulrat in Stuttgart. Er zog 1914 als Oberleutnant der Landwehr mit dem Infanterie-Regiment „Alt-Württemberg“ (3. Württembergisches) Nr. 121 ins Feld und nahm an Gefechten bei Munster (Haut-Rhin) teil. Nach schweren Verwundungen wurde er 1917 als Hauptmann aus dem Heeresdienst entlassen. Er wurde 1921 zum Oberregierungsrat und 1923 zum Ministerialrat im württembergischen Ministerium des Kirchen- und Schulwesens, als Leiter des Referats für das Hochschulwesen, ernannt. Aufgrund seiner ablehnenden Haltung gegenüber der NSDAP wurde er 1933 aus diesem Amt enthoben. Aufgrund ausdrücklichen Wunsches der neuen Kultusverwaltung wurde er 1945 in jenem Amt wiederverwendet.

## Ehrungen
- 1927: Dr. iur. h. c. der Universität Tübingen
- 1929: Ehrenbürgerrecht der Technischen Hochschule Stuttgart
- 1946: Ehrensenator der Eberhard Karls Universität Tübingen